# Tetrastichus hydrelliae
Tetrastichus hydrelliae är en stekelart som beskrevs av Mao-Ling Sheng 1995. Tetrastichus hydrelliae ingår i släktet Tetrastichus och familjen finglanssteklar. Inga underarter finns listade i Catalogue of Life.